# رامون لاغوارتا
رامون لاجوارتا (مواليد 1963 في برشلونة، إسبانيا) هو رئيس مجلس الإدارة والرئيس التنفيذي لشركة بيبسيكو. أصبح الرئيس التنفيذي في 3 أكتوبر 2018 بعد تنحي سلفه إندرا نويي. إنه الرئيس التنفيذي السادس في تاريخ الشركة, وأول رئيس تنفيذي إسباني لشركة أمريكية كبيرة متعددة الجنسيات.

## تعليم
تخرج لاغارتا بدرجة البكالوريوس والماجستير في إدارة الأعمال من ESADE Business School في برشلونة عام 1985. في عام 1986 حصل على درجة الماجستير في الإدارة الدولية من كلية ثندربيرد للإدارة العالمية في جامعة ولاية أريزونا.

## حياة مهنية
قبل انضمامه إلى شركة بيبسيكو, عمل في Chupa Chups, وهي شركة حلوى مقرها في إسبانيا تشتهر بمصاصات الحلوى. انضم لاجورتا إلى شركة بيبسيكو في يناير 1996. كان دوره الأول في أعمال الشركة الأوروبية, وفي عام 2014 أصبح الرئيس التنفيذي لقطاع أوروبا وأفريقيا جنوب الصحراء (ESSA) بالكامل. أثناء العمل في أوروبا, ساعدت لاغوارتا في قيادة عملية الاستحواذ في عام 2010 على شركة الألبان والعصائر الروسية Wimm-Bill-Dann, وهي صفقة بلغت قيمتها 5.4 مليار دولار, وهي ثاني أكبر عملية استحواذ للشركة بعد شرائها لشركة الشوفان كويكر في عام 2001.
تم تعيين لاغوارتا رئيسًا لشركة بيبسيكو في سبتمبر 2017. أشرف على مجموعات الفئات العالمية لشركة بيبسيكو, وعملياتها العالمية, واستراتيجية الشركة, ووظائف السياسة العامة والشؤون الحكومية. نتيجة للترقية, انتقل إلى الولايات المتحدة.
تم التصويت بالإجماع على لاغوارتا لمنصب الرئيس التنفيذي التالي لشركة بيبسيكو في 6 أغسطس 2018, وهو نفس اليوم الذي أعلنت فيه إندرا نويي تنحيها. تولى المنصب رسميًا في 3 أكتوبر 2018 وأصبح رئيس مجلس الإدارة في 1 فبراير 2019. عمل لاغارتا في شركة بيبسيكو لمدة 24 عامًا, حيث كان مناصبه السابقة بما في ذلك الرئيس التنفيذي لمنطقة أوروبا جنوب الصحراء الكبرى, ورئيس شركة بيبسيكو لمنطقة أوروبا الشرقية, ونائب الرئيس التجاري لشركة بيبسيكو أوروبا, والمدير العام لشركة Iberia Snacks and Juices, والمدير العام لشركة اليونان للوجبات الخفيفة. منذ أن أصبح الرئيس التنفيذي لشركة بيبسيكو, حدد لاغوارتا ثلاث أولويات لقيادة الشركة: تسريع معدل نمو الإيرادات العضوية للشركة. أن تصبح شركة أقوى, وتصبح شركة أفضل.
كجزء من جعل بيبسيكو شركة أفضل, تم تكليف لاغوارتا بتنفيذ غرض جديد وراء أجندة الاستدامة لشركة بيبسيكو: المساعدة في بناء نظام غذائي أكثر استدامة. تحت قيادته, تركز الشركة جهودها وأهدافها حول الزراعة واستخدام المياه والبلاستيك والمنتجات وتغير المناخ وحقوق الإنسان.

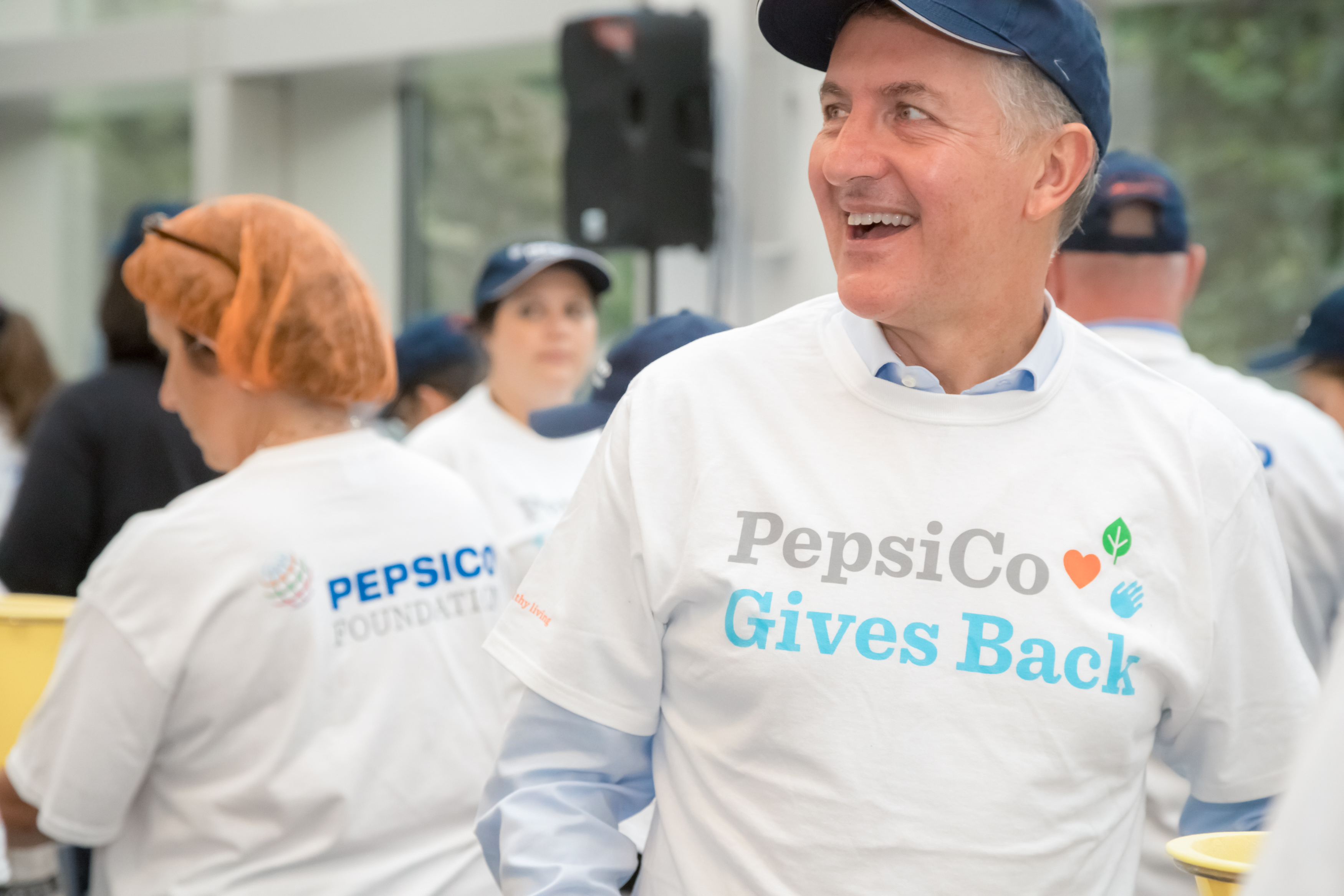
رامون لاجوارتا في حدث مجتمع بيبسيكو

يتضمن ذلك جهود الشركة لتقليل انبعاثات غازات الدفيئة المطلقة بنسبة 20 في المائة على الأقل لسلسلة القيمة بأكملها على مدار عام 2015 (ما يقرب من 30-35 مليون طن متري من غازات الدفيئة), بالإضافة إلى أهدافها بحلول عام 2025 لتحقيق 100 ٪ من عبواتها قابلة لإعادة التدوير أو قابلة للتحلل أو قابلة للتحلل البيولوجي وتستخدم 25٪ من محتوى البلاستيك المعاد تدويره في جميع العبوات البلاستيكية. قادت لاغوارتا أيضًا محاولات لتقليل النفايات من خلال الحصول على صوداستريم. من خلال التوسع في أعمال صوداستريم, سيتم تجنب الحاجة إلى ما يقدر بـ 67 مليار زجاجة بلاستيكية حتى عام 2025.
بالإضافة إلى كونه عضوًا في مجلس إدارة شركة بيبسيكو, يعمل رامون حاليًا كمدير لشركة فيزا. ويشغل حاليًا منصب الرئيس المشارك لمجلس المشرفين التابع للمنتدى الاقتصادي العالمي لمبادرة النظم الغذائية.

## الحياة الشخصية
لاغارتا يتحدث الإنجليزية, الكاتالونية, الإسبانية, الفرنسية, الألمانية, واليونانية. وهو متزوج ولديه ثلاثة أطفال.